# Stictoptera atriferoides
Stictoptera atriferoides là một loài bướm đêm trong họ Noctuidae.